# Natascha Kampuschová
Natascha Kampuschová (německy Natascha Kampusch, * 17. února 1988 Vídeň) je rakouská žena, která byla ve svých deseti letech unesena Wolfgangem Přiklopilem. Byla nezvěstná více než osm let, než se jí 23. srpna 2006 podařilo uniknout. Případ vyvolal velký zájem veřejnosti.

## Únos
Ráno 2. března 1998 byla na cestě z domova ve vídeňské čtvrti Donaustadt do školy, když ji tehdy 35letý elektrotechnik Wolfgang Přiklopil unesl/přinutil nastoupit do svého bílého minibusu s černými okny a odvezl ji do připravené skrýše ve svém domě, kde ji poté věznil. Poté, kdy se ráno nedostavila do školy a ani se nevrátila domů, bylo zahájeno rozsáhlé pátrání. Svědek viděl Nataschu nastupovat do Přiklopilova vozu, dva další svědci si vzpomněli, že registrační značka začínala písmenem G a možná F (okres Gänserndorf). Policie zkoumala 700 odpovídajících aut z okolí, včetně Přiklopilova, ten však tvrdil, že má alibi. Pátrání nepřineslo žádné užitečné výsledky.

## Věznění a útěk

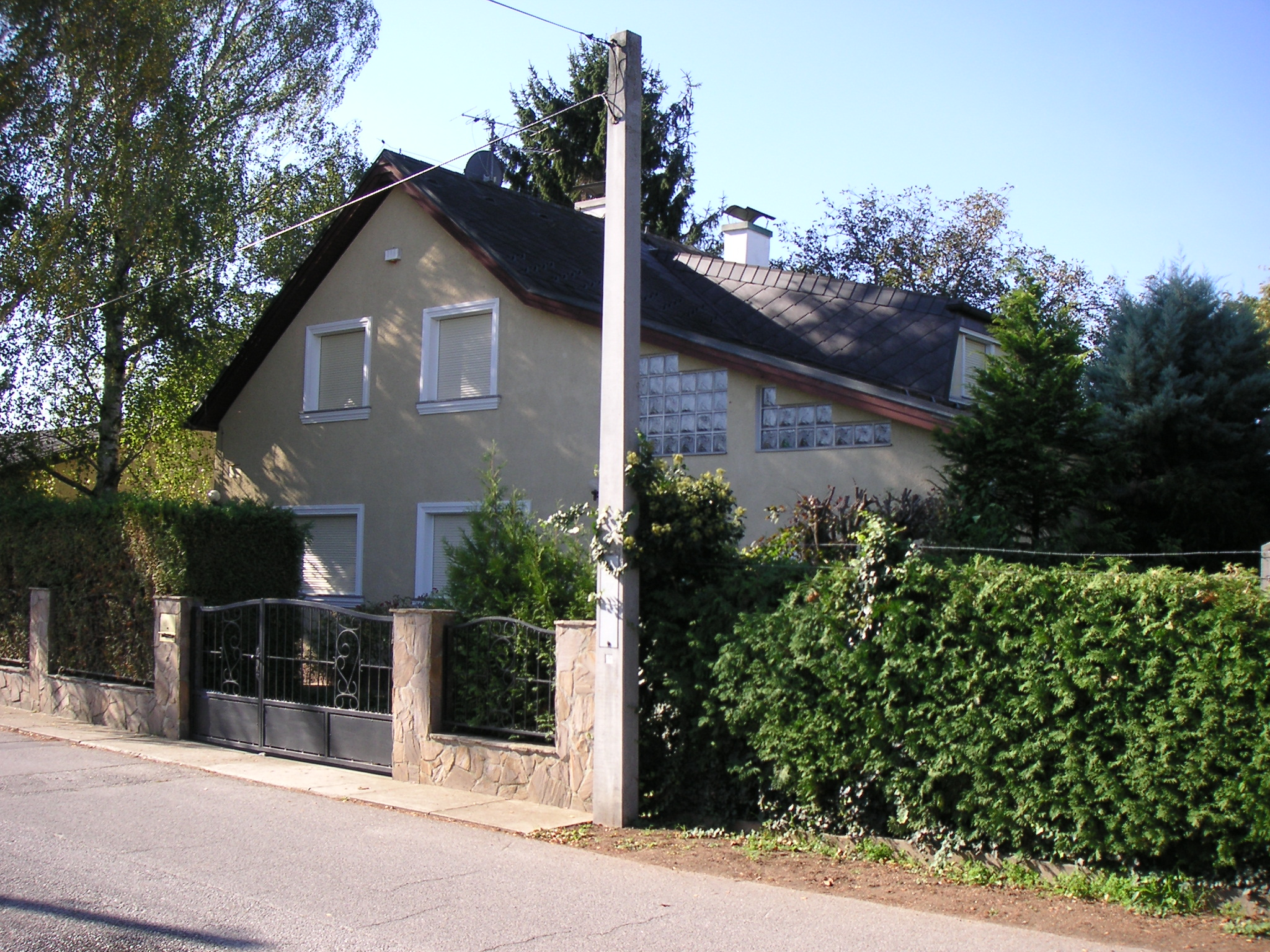
Dům Wolfganga Priklopila, ve kterém byla držena

Většinu času Natascha trávila v jediné místnosti o rozměrech 2,8 × 1,8 × 2,4 metru umístěné pod garáží Přiklopilova domu Heinestraße 60 ve Strasshof an der Nordbahn; zpočátku vůbec tuto místnost nesměla opustit. Později mohla čas od času i mimo dům, v noci na zahradu, ale vždy pod bedlivým dozorem svého únosce. Od něj postupem času dostávala i různé knihy, časopisy, možnost sledovat rozhlas a televizi. Přiklopil ji občas nutil v domě vykonávat domácí práce, toho Natascha využila 23. srpna 2006 k útěku: věznitel ji nechal vysávat auto, když mu zazvonil telefon a on se na chvíli vzdálil. Natascha vyběhla z plotu a poté, co marně oslovila několik kolemjdoucích, běžela k 71leté sousedce, která přivolala policii.

## Pachatel a jeho motiv
Když se Přiklopil vrátil a dívka byla pryč, podařilo se mu uprchnout ještě před příjezdem policie, ale poté spáchal sebevraždu skokem pod vlak vídeňské rychlodráhy, v metru, mezi zastávkami Wien Nord a Wien Traisengasse nedaleko vídeňského Severního nádraží. Policie při ověřování dívčiny totožnosti nalezla ve skrýši její pas a dále ji identifikovala podle jizvy a pomocí testů DNA.
Ačkoliv Přiklopilův motiv není zcela jasný, experti, které citoval rakouský tisk, soudí, že šlo o psychopata, který byl někdy v minulosti vystaven týrání a své trauma potlačoval perfekcionismem. Proto pravděpodobně toužil po tom, vychovat si vlastní „princeznu“ jako partnerku. Jeden jeho kolega mu údajně před lety řekl: „Při způsobu, jakým se chováš k ženám, si budeš muset nějakou vyrobit“. Díky psychopatickému perfekcionismu se Přiklopilovi dařilo před okolím svůj čin dokonale maskovat. Rakouská média uvádějí, že dokonce i odpadky vyhazoval v takovém množství, aby to budilo zdání, že v domě žije sám.

## Film
Příběh Nataschi Kampuschové byl v roce 2013 zpracován ve filmu 3096 dní: Příběh Nataschi Kampuschové.